# Маркелов, Михаил Николаевич
Михаи́л Никола́евич Марке́лов (1911—1970) — начальник комбината «Востсибуголь». Герой Социалистического Труда.

## Биография
Родился 12 (25 октября) 1911 года в Красноярске в семье маляра железнодорожных мастерских.
После окончания в 1936 году горного факультета Томского индустриального института начал работать на угольных предприятиях Кузбасса — начальник участка, начальник шахты имени И. В. Сталина треста «Прокопьевскуголь». Член ВКП(б) с 1941 года.
Именно на этой шахте была внедрена и дала ощутимые результаты новая технология добычи угля, о которой позже узнала вся страна, — щитовая система Чинакала. Технология позволила во много раз увеличить добычу угля, и что самое главное для тех дней, без применения техники. Вскоре признание успеха стало очевидным: вышло постановление Государственного комитета обороны СССР от 24 августа 1942 года, в котором предписывалось шире внедрять на крутопадающих пластах щитовую систему добычи угля.
В 1946—1953 годах — управляющий трестом «Прокопьевскуголь», главный инженер комбината «Кемеровоуголь», начальник комбината «Кемеровоуголь».
С 1953 по 1957 годы — начальник комбината «Востсибуголь» (Иркутск).
С 29 мая 1957 по 25 декабря 1962 года — председатель совнархоза (СНХ) Иркутского экономического административного района. В 1959 году возглавлял Правительственную комиссию по приемке в промышленную эксплуатацию Иркутской гидроэлектростанции. С 25 декабря 1962 года — председатель СНХ Восточно-Сибирского экономического района.
В 1965 году после ликвидации совнархозов вновь назначается начальником комбината «Востсибуголь» и на этой должности остается до последних дней своей жизни. За то время, что М. Н. Маркелов руководил комбинатом, были введены в эксплуатацию Сафроновский, Азейский и Харанорский угольные разрезы.
Депутат ВС СССР 5-6 созывов (1958—1966).
Скончался 12 октября 1970 года. Похоронен в Иркутске.

## Награды и премии
- Герой Социалистического Труда (26 апреля 1957 года) — за выдающиеся успехи, достигнутые в деле развития угольной промышленности в годы пятой пятилетки и в 1956 году Маркелову Михаилу Николаевичу, начальнику комбината «Востсибуголь» присвоено звание Героя Социалистического Труда с вручением ордена Ленина и золотой медали «Серп и Молот».
- Сталинская премия третьей степени (1943) — за разработку и освоение метода щитовой разработки мощных крутопадающих пластов угля.
- два ордена Ленина
- орден Трудового Красного Знамени
- два ордена «Знак Почёта»
- медали
- знак «Шахтёрская слава» (полный кавалер)

## Память
26 августа 2011 года, в канун празднования Дня шахтера, в Иркутске на фасаде здания № 4 по улице Сухэ-Батора где в настоящее время располагается дирекция ООО Компания «Востсибуголь» установлена мемориальная доска М. Н. Маркелову.